# Beto Bastos
António Alberto Bastos Pimparel (Loures, 1 de mayo de 1982), conocido como Beto, es un exfutbolista portugués que jugaba de portero.

## Carrera

### Inicios
Nació en Lisboa. Después de tener éxito en la cantera local de Sporting de Lisboa (solo jugó una temporada con el primer equipo, siendo el tercer portero), jugó una temporada cedido en Casa Pia A. C., obteniendo la carta de libertad en junio de 2004.

### Leixoes S. C.
Después de una temporada en el G. D. Chaves y en el F. C. Marco (segunda división), se unió al Leixões S. C. en la temporada 2006-07, ayudando al equipo de Matosinhos a volver a la máxima categoría y solo se perdió seis partidos en sus tres temporadas allí.

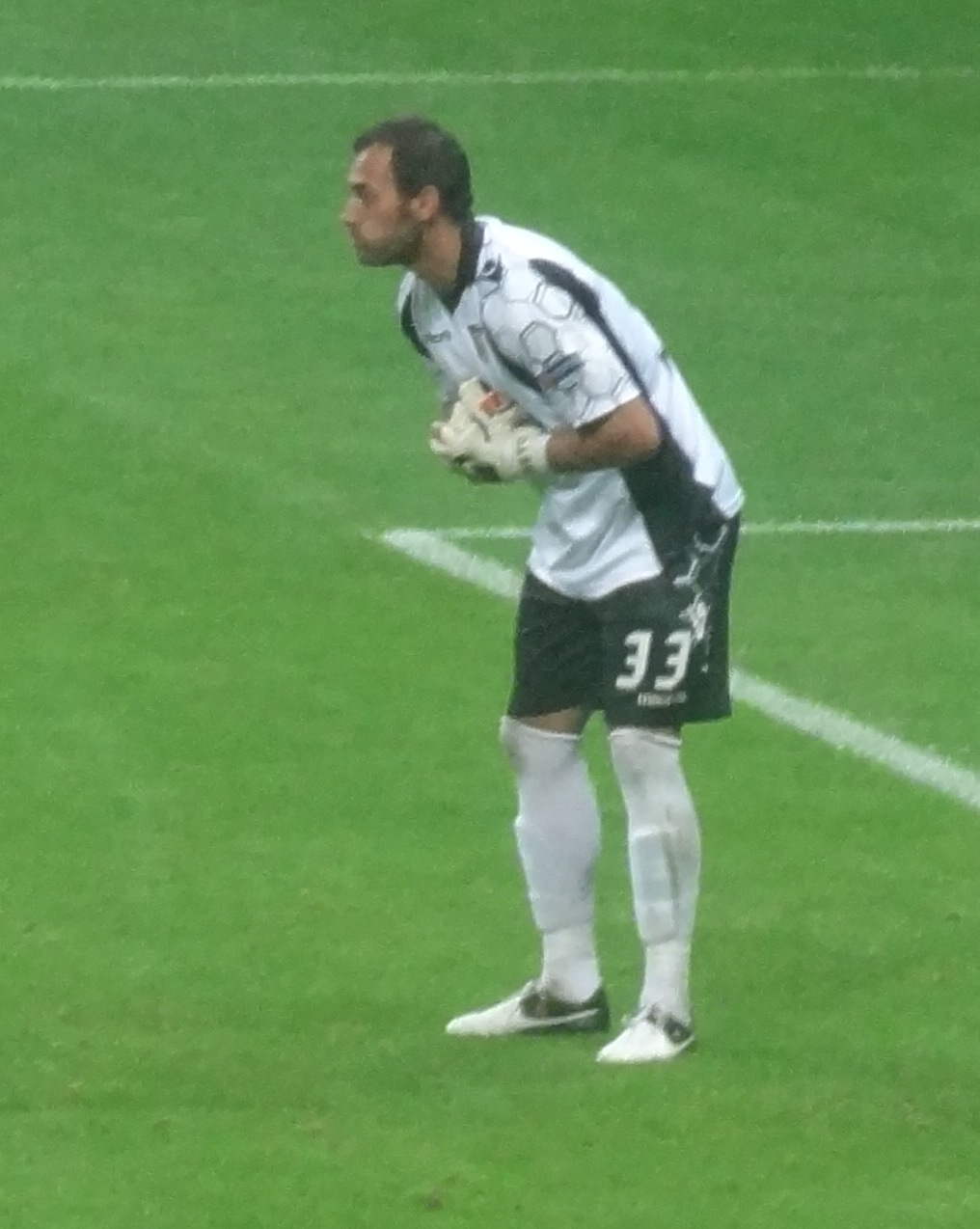
Beto defendiendo la meta del Braga en 2012

### FC Porto
En marzo de 2009, antes de acabar la temporada 2008-09, firmó con el F. C. Oporto, en un acuerdo por cuatro años por 750 000 euros, pagados en junio. Durante sus dos temporadas en Oporto fue suplente del portero brasileño Hélton, jugando solo partidos amistosos; el 22 de mayo de 2011, con empate a 2, paró un penalti en la final de la Copa de Portugal. Acabarían ganando 6-2.

### Sevilla F. C.
En la temporada 2011-12 fue cedido al equipo rumano CFR Cluj. Regresó a su país en el verano siguiente, firmando por dos años con el S. C. Braga, sin embargo, se marchó al Sevilla F. C. cuando el conjunto hispalense buscaban un refuerzo tras la salida de Diego López al Real Madrid C. F. - cedido hasta junio, con una opción de compra.
Debido a una lesión del portero titular Andrés Palop, debutó con los andaluces un día después de llegar, en la derrota por 1-2 contra el Atlético de Madrid en la ida de las semifinales de la Copa del Rey, con su equipo jugando los últimos ocho minutos con solo nueve jugadores. Su primer partido de Liga fue el 3 de febrero de 2013, en la victoria por 2-1 sobre el Rayo Vallecano. Jugó su último partido con el Sevilla F. C. el 8 de mayo de 2016 con una derrota frente al Granada C. F. por cuatro goles a uno en el estadio Ramón Sánchez Pizjuán.

### Sporting de Lisboa
El 6 de agosto de 2016 firma por dos años con el Sporting de Lisboa como agente libre.

### Göztepe
El 29 de julio de 2017, poco después de haber expresado su deseo de dejar el Sporting con el fin de tener una mejor oportunidad para poder participar con su selección en el Mundial de la FIFA 2018, se unió al Göztepe S. K. de Turquía. Después de tres temporadas en el club, abandonó el Göztepe el 4 de agosto de 2020 al finalizar su contrato.

### Final de carrera
Regresó al Leixões S. C. en septiembre de 2020 antes de fichar por el S. C. Farense en marzo del año siguiente. En febrero de 2022 se marchó a Finlandia para jugar en el HIFK Helsinki, equipo que abandonó en el mes de julio.
El 1 de julio de 2023 anunciaba su retirada.

## Selección nacional
El 10 de mayo de 2010 fue llamado para representar a la selección nacional de fútbol Copa Mundial de Sudáfrica 2010, como segundo portero. Sin embargo, no jugó ningún partido.
Beto hizo su debut con Portugal el 10 de junio de 2009, en un partido amistoso 0-0 en Estonia.
Después de ser el portero titular en la temporada 2009-10 con el Oporto, el seleccionador Carlos Queiroz lo incluyó en la lista para la Copa Mundial de Fútbol de 2010, pero tampoco llegó a jugar ni un solo minuto.
Debutó como titular en partido oficial el 22 de junio de 2014, en el segundo encuentro de la selección portuguesa en el Mundial de fútbol de Brasil contra Estados Unidos.

## Clubes
| Equipo                  | País      | Año       |
| ----------------------- | --------- | --------- |
| Sporting de Lisboa      | Portugal  | 2000-2004 |
| Casa Pia A. C. (cedido) | Portugal  | 2002-2003 |
| G. D. Chaves            | Portugal  | 2004-2005 |
| F. C. Marco             | Portugal  | 2005-2006 |
| Leixões S. C.           | Portugal  | 2006-2009 |
| F. C. Porto             | Portugal  | 2009-2011 |
| CFR Cluj                | Rumania   | 2011-2012 |
| S. C. Braga             | Portugal  | 2012-2013 |
| Sevilla F. C.           | España    | 2013-2016 |
| Sporting de Lisboa      | Portugal  | 2016-2017 |
| Göztepe S. K.           | Turquía   | 2017-2020 |
| Leixões S. C.           | Portugal  | 2020-2021 |
| S. C. Farense           | Portugal  | 2021      |
| HIFK Helsinki           | Finlandia | 2022      |

## Palmarés

### Títulos nacionales
| Título                | Equipo         | País     | Año  |
| --------------------- | -------------- | -------- | ---- |
| Copa de Portugal      | Sporting C. P. | Portugal | 2002 |
| Copa de Portugal      | F. C. Porto    | Portugal | 2010 |
| Supercopa de Portugal | F. C. Porto    | Portugal | 2010 |
| Primeira Liga         | F. C. Porto    | Portugal | 2011 |
| Copa de Portugal      | F. C. Porto    | Portugal | 2011 |
| Liga I                | CFR Cluj       | Rumania  | 2012 |
| Taça da Liga          | S. C. Braga    | Portugal | 2013 |

### Títulos internacionales
| Título                      | Equipo                | Sede     | Año  |
| --------------------------- | --------------------- | -------- | ---- |
| Liga Europa de la UEFA      | F. C. Porto           | Dublín   | 2011 |
| Liga Europa de la UEFA      | Sevilla F. C.         | Turín    | 2014 |
| Liga Europa de la UEFA      | Sevilla F. C.         | Varsovia | 2015 |
| Liga Europa de la UEFA      | Sevilla F. C.         | Basilea  | 2016 |
| Liga de Naciones de la UEFA | Selección de Portugal | Portugal | 2019 |